# Apocopis

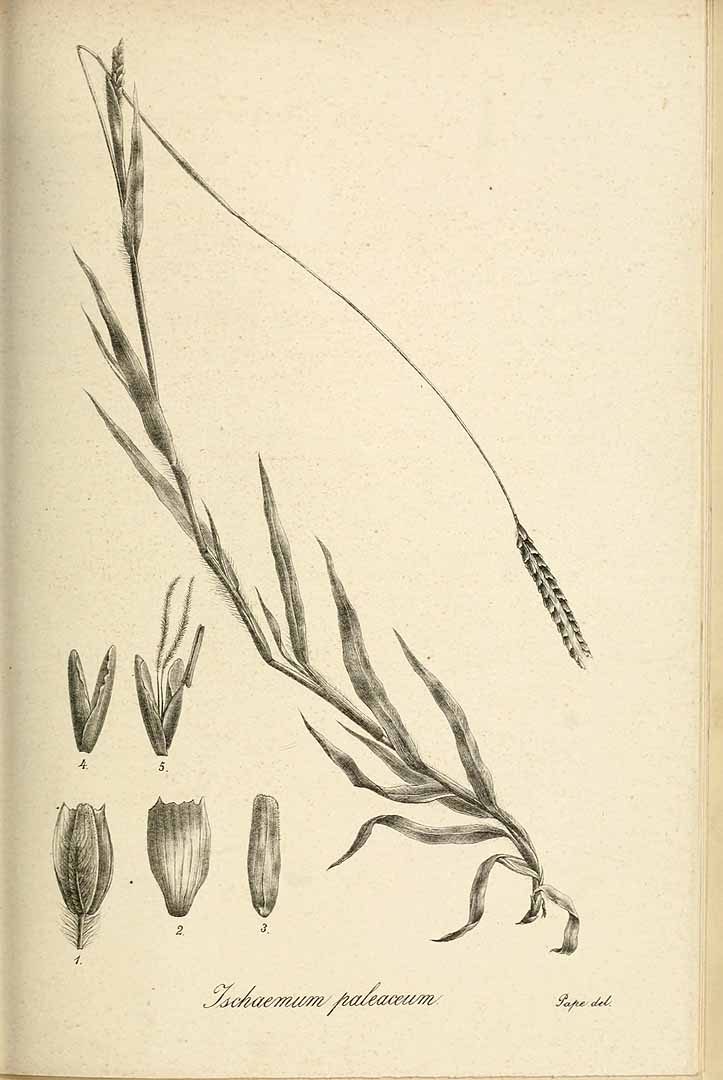
Ilustração de uma espécie da Apocopis

Apocopis Nees é um género botânico pertencente à família Poaceae, subfamília Panicoideae, tribo Andropogoneae.
O gênero é composto por aproximadamente 25 espécies. Ocorrem nas regiões temperadas e tropicais da Ásia.

## Sinônimo
- Amblyachyrum Steud.

## Principais espécies
- Apocopis burmanicus Narayan.ex Bor
- Apocopis cochinchinensis A.Camus
- Apocopis collina Balansa.
- Apocopis courtallumensis (Steud.) Henrard
- Apocopis floccosus Bor
- Apocopis intermedius (A.Camus) Chaianan
- Apocopis mangalorensis (Hochst.ex Steud.) Henrard
- Apocopis paleacea (Trin.) Hochr.
- Apocopis peguensis Bor
- Apocopis pulcherrimus Bor
- Apocopis schmidianus A.Camus
- Apocopis vaginata Hack.
- Apocopis wrightii Munro
- «PPP-Index Lista de espécies»